# Julius I.

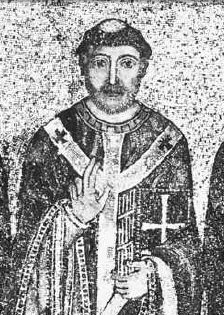
Papst Julius I., Mosaik aus dem 12. Jahrhundert in der Apsis der Kirche von Santa Maria in Trastevere, Rom

Julius I. (lat.: aus dem Geschlecht der Julier; * in Rom; † 12. April 352) wurde am 6. Februar 337 nach viermonatiger Sedisvakanz zum Bischof von Rom (Papst) gewählt und hatte dieses Amt bis zu seinem Tod am 12. April 352 inne.
Julius ist insbesondere für seine Rolle während der arianischen Kontroverse bekannt.

## Leben
Nachdem die Anhänger von Eusebius von Nikomedia auf der Synode von Antiochia im Jahre 341 die Absetzung von Athanasius dem Großen erneuert hatten, beschlossen diese, Delegierte zum weströmischen Kaiser Constans und zu Papst Julius zu senden. Letzterer lud beide Parteien ein, nachdem er seine Athanasius bevorzugende Meinung kundgetan hatte, ihre Fälle einer von ihm geleiteten Synode vorzulegen. Beide Parteien lehnten diesen Vorschlag jedoch ab.
Während seiner zweiten Verbannung aus Alexandria kam Athanasius nach Rom und wurde dort von der 342 abgehaltenen Synode als regulärer Bischof anerkannt. Auf dem Konzil von Serdica zogen sich die 76 teilnehmenden östlichen Bischöfe nach Philippopolis zurück und verkündeten die Absetzung von Julius, Athanasius und anderen. Die 300 westlichen Bischöfe bestätigten die Beschlüsse der römischen Synode und erklärten wiederum die östlichen Bischöfe für abgesetzt. Durch die im 3., 4. und 5. Dekret von Julius beanspruchten Revisionsrechte und die Bestätigung auf diesem Konzil wurde die Position des Papsttums deutlich gestärkt.
Julius veranlasste den Bau der Kirchen Santa Maria in Trastevere und Santi XII Apostoli in Rom. Er legte den Festtag der Geburt Jesu endgültig auf den 25. Dezember fest.

## Verehrung und Gedenken
Julius wurde in Rom schon früh als Heiliger verehrt.
Sein (katholischer) Gedenktag ist der 12. April. Er gilt als Schutzpatron der Latrinenreiniger.